# Zdzisław Boniecki
Zdzisław Boniecki (ur. 6 września 1937 w Mieczownicy, zm. 14 czerwca 2007) – polski żużlowiec.

## Kariera sportowa
Wychowanek Stali Gorzów Wielkopolski. Był zawodnikiem tzw. drugiej linii. Reprezentował gorzowski klub w sezonach 1959–1962. Wystąpił w reprezentacji Polski w rozgrywanym 17 października 1961 roku w Gorzowie Wielkopolskim test-meczu z reprezentacją ZSRR.